# Barra do Ribeiro
Pour les articles homonymes, voir Ribeiro.
Barra do Ribeiro est une ville brésilienne de la mésorégion métropolitaine de Porto Alegre, capitale de l'État du Rio Grande do Sul, faisant partie de la microrégion de Camaquã et située à 55 km au sud-ouest de Porto Alegre. Elle se situe à une latitude de 30° 17′ 30″ sud et à une longitude de 51° 18′ 05″ ouest, à 5 m d'altitude. Sa population était estimée à 11 478 en 2007, pour une superficie de 731 km2. L'accès s'y fait par la RS-709.
La commune tient son nom de la confluence de l'arroio Ribeiro avec le rio Guaíba (barra signifiant "embouchure" en français).
La composition ethnique de la municipalité, autour d'un noyau portugais, est allemande, italienne et polonaise.

## Villes voisines
- Guaíba
- Tapes
- Sentinela do Sul
- Sertão Santana
- Mariana Pimentel